# Noorderplassen (meer)
De Noorderplassen, gelegen in het noorden van Almere in de Nederlandse provincie Flevoland, bestaan uit een grote plas met een aantal vertakkingen. De plassen vormen een recreatiegebied maar ook beschermd natuurgebied en is tevens de naam van een woonwijk in het noordwesten van Almere Stad gelegen ten westen van de plassen.

## Algemeen
De plassen zijn ontstaan door zandwinning tijdens de bouw van de Oostvaardersdijk noodzakelijk voor drooglegging van Zuidelijk Flevoland dat in 1968 gereed kwam. De plassen zijn daarmee relatief jong en zijn gelegen ten noorden van de N702, ten zuiden van de Oostvaarderdijk en Lepelaarplassen, ten westen van de gelijknamige woonwijk en ten oosten van de Hoge Vaart.
In het noordoosten van de grote plas bevinden zich een aantal eilandjes zoals het "Zeeroverseiland", "Pirateneiland" en het uit twee eilandjes bestaande "Muiterseiland". Verder is er een jachthaven met schiereilanden met de namen "Lijzijde", "Aan de wind" en "Op de koers" en in de woonwijk bevinden zich private havens. Aan de zuidoever zijn een tweetal strandjes met zwemgelegenheid met ballenlijn en er is een horecagelegenheid.

## Trivia
De Noorderplassen zijn ook het decor van een Nederlandse cold case. Op zaterdag 14 april 2007 werd het stoffelijk overschot van Cassandra van Schaijk in het water van de Noorderplassen gevonden. Zij werd op zaterdag 24 maart 2007 om 04:00 uur voor het laatst levend gezien op het busstation Almere Centrum. Hoe zij in de Noorderplassen terecht is gekomen en wat de oorzaak van haar overlijden is, is tot op heden onbekend. Onder andere de Peter R. de Vries Foundation en Stichting Coldcasezaken zetten zich in om deze cold case op te lossen.